# کندال گرو
کندال گرو (انگلیسی: Kendall Grove؛ زادهٔ ۱۲ نوامبر ۱۹۸۲) ورزشکار هنرهای رزمی ترکیبی اهل ایالات متحده آمریکا است. وی از سال ۲۰۰۳ میلادی تاکنون مشغول فعالیت بوده‌است.